# Kōsuke Shirai
Kōsuke Shirai (白井 康介 Shirai Kōsuke?, Aichi, 1 de mayo de 1994) es un futbolista japonés que juega como centrocampista en el F. C. Tokyo.

## Trayectoria

### Clubes
| Club                       | País  | Año       |
| -------------------------- | ----- | --------- |
| Fukushima United F. C.     | Japón | 2013      |
| Shonan Bellmare            | Japón | 2014-2015 |
| Ehime FC                   | Japón | 2015-2017 |
| Hokkaido Consadole Sapporo | Japón | 2018-2021 |
| Kyoto Sanga F. C. (cedido) | Japón | 2021      |
| Kyoto Sanga F. C.          | Japón | 2022-2023 |
| F. C. Tokyo                | Japón | 2023-     |